# Burhinus capensis
El alcaraván de El Cabo o alcaraván del Cabo (Burhinus capensis) es una especie de ave charadriforme de la familia Burhinidae nativa de las regiones tropicales del centro y sur de África.

## Descripción
Puede llegar a medir 45 cm de alto, sus patas son largas y su plumaje exhibe pintas marrones y blancas lo cual le sirve de camuflaje, y hace que sea difícil avistarlo en las praderas y sabanas donde habita. Su cabeza es grande y redonda con ojos prominentes de color amarillo y un corto pico robusto. Durante el vuelo o estando parado en su posición característica con ambas alas levantadas, presenta un patrón de plumas contrastante. Sus largas patas amarillas tienen una coyuntura tibiotarsal gruesa por lo que se le suele denominar "rodilla grande".
Alimentación, omnívoro a base de semillas, insectos, pequeños mamíferos y pequeños reptiles, cangrejos e incluso ranas.
Vive alrededor de 15 años.
Puede tener de 1-3 crias.

## Distribución
El alcaraván de El Cabo es originario de las praderas y sabanas del África subsahariana. Su área de distribución se extiende desde Senegal, Malí y Mauritania en el oeste hasta Etiopía, Kenia, Tanzania y Sudáfrica en  el este y el sur.

## Galería

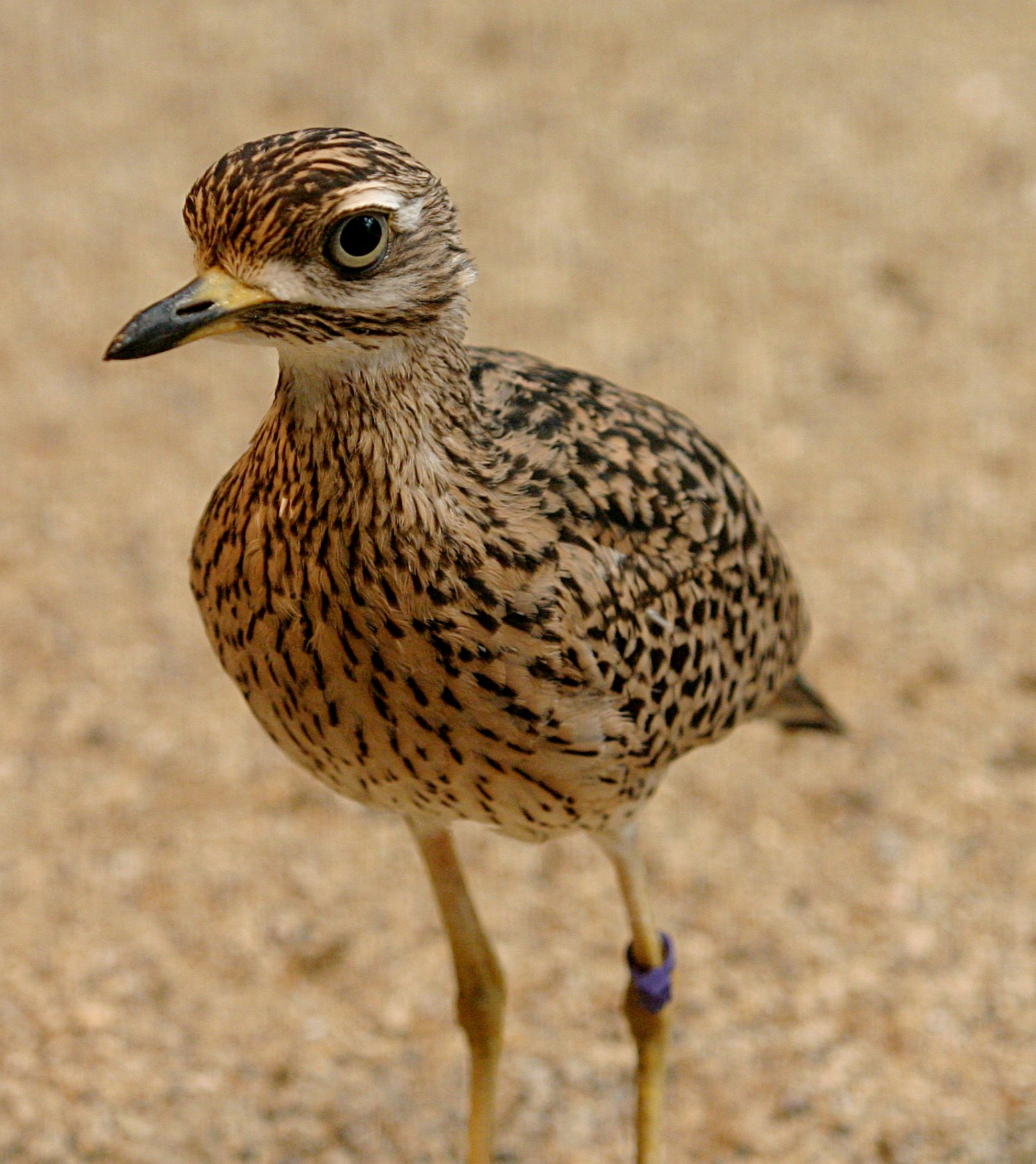
En los Jardines Zoológicos del Condado de Milwaukee
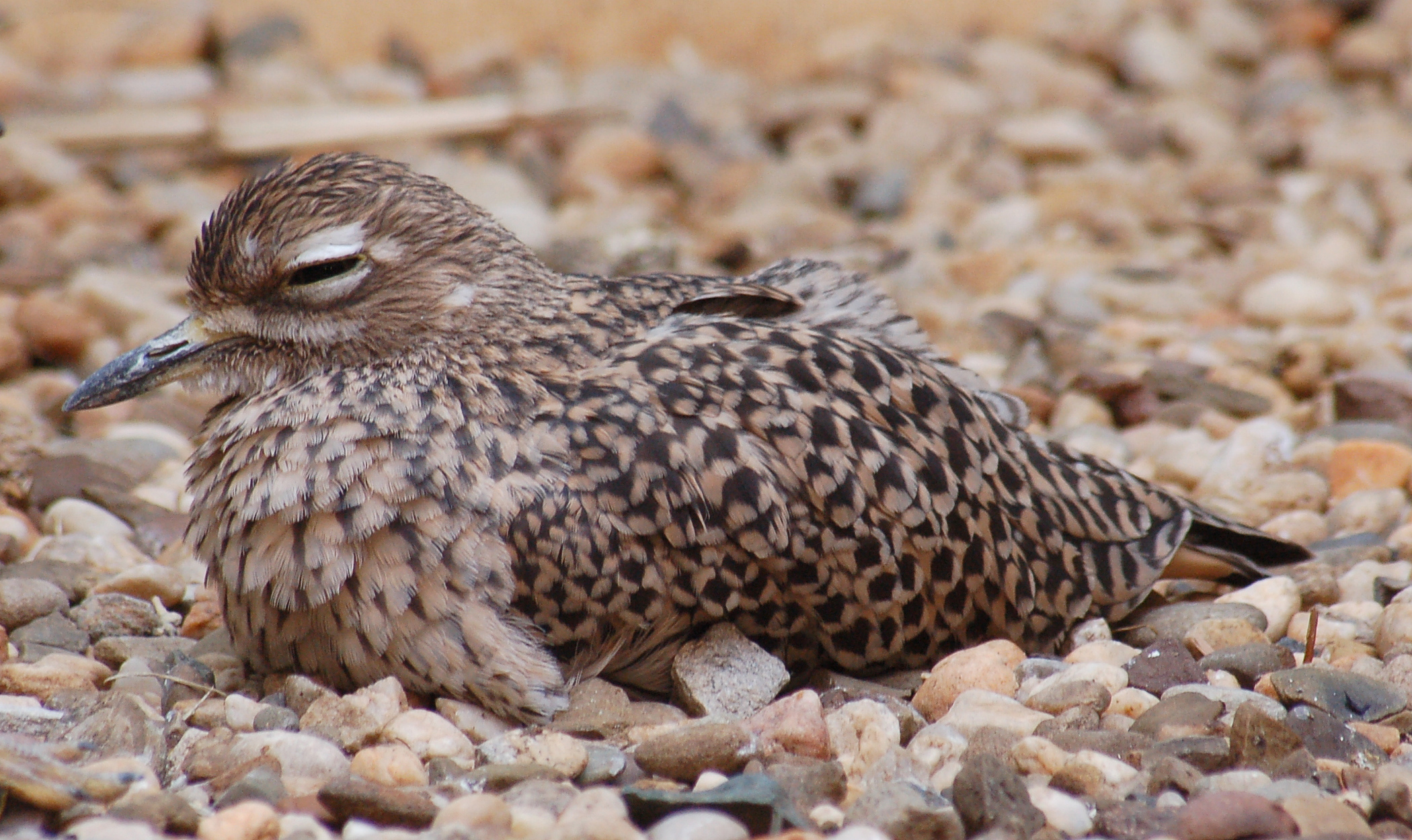
En el aviario nacional
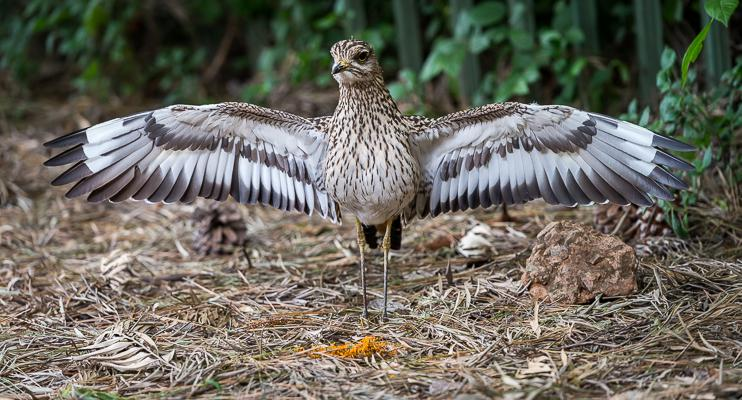
Mostrando su pose defensiva
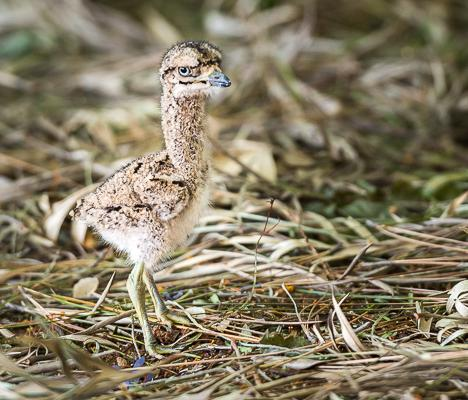
Anidando